# Newtownards
Newtownards è una città di 27 000 abitanti dell'Irlanda del Nord.